# Cicletanine
Cicletanine là một loại thuốc lợi tiểu trần thấp furopyridine, thường được sử dụng trong điều trị tăng huyết áp. Thuốc được sản xuất bởi Ipsen và được bán bởi Recordati (ở Pháp) dưới tên thương mại Tenstaten.
Nó dường như mạnh hơn trong tăng huyết áp nhạy cảm với muối.

## Cơ chế
Nó có thể ức chế protein kinase C.